# Astarte filatovae
Astarte filatovae är en musselart som beskrevs av Tadashige Habe 1964. Astarte filatovae ingår i släktet Astarte och familjen Astartidae. Inga underarter finns listade i Catalogue of Life.